# Серакувко (Великопольське воєводство)
Серакувко (пол. Sierakówko) — село в Польщі, у гміні Полаєво Чарнковсько-Тшцянецького повіту Великопольського воєводства.
Населення — 355 осіб (2011).
У 1975-1998 роках село належало до Пільського воєводства.

## Демографія
Демографічна структура станом на 31 березня 2011 року:
|          | Загалом | Допрацездатний вік | Працездатний вік | Постпрацездатний вік |
| -------- | ------- | ------------------ | ---------------- | -------------------- |
| Чоловіки | 183     | 52                 | 107              | 24                   |
| Жінки    | 172     | 44                 | 93               | 35                   |
| Разом    | 355     | 96                 | 200              | 59                   |